# Wilhelm von Graevenitz (Landrat)
Wilhelm Friedrich von Graevenitz (* 20. Juni 1789 in Frehne; † 27. August 1860 ebenda) war ein preußischer Landrat im Kreis Ostprignitz (1853–1857) der Provinz Brandenburg.

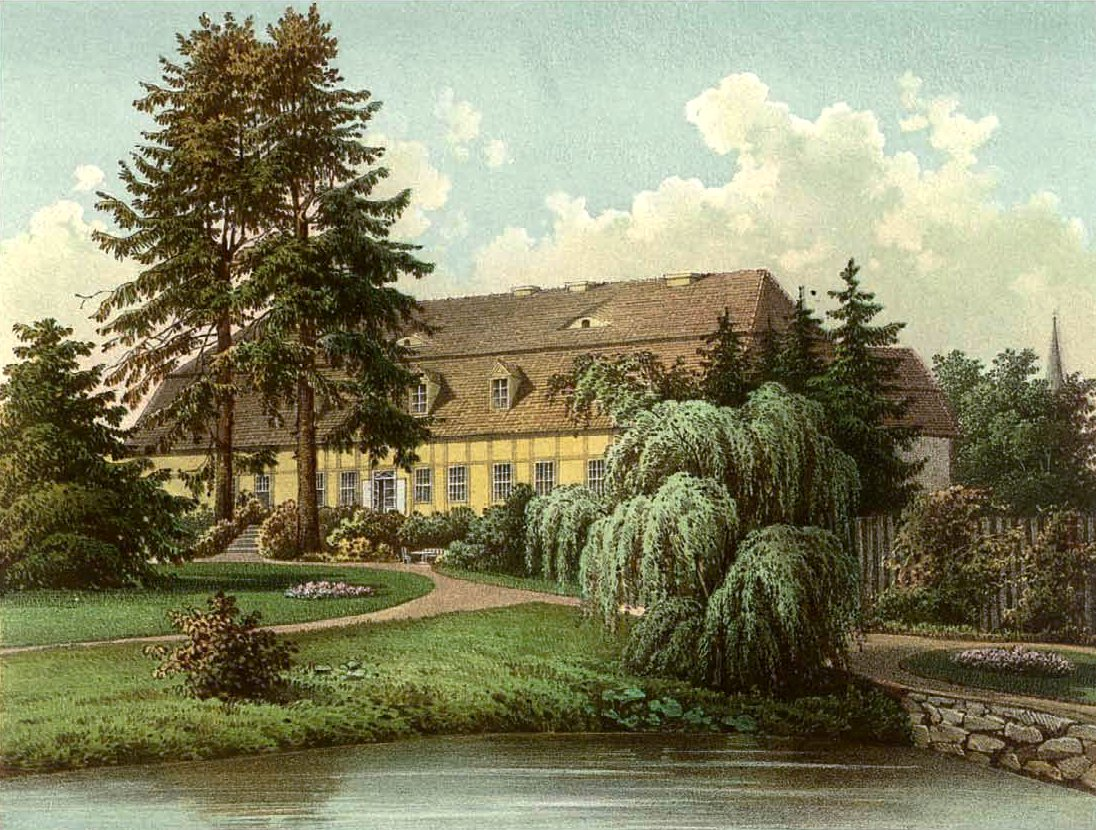
Gut Frehne um 1860, Sammlung Alexander Duncker

Graevenitz war Gutsherr auf Frehne, Direktor der Prignitzer Ritterschaft und Vorsteher des altehrwürdigen Stifts Marienfließ.
Er entstammte der Familienlinie Frehne, war mit Wilhelmine Neuhauß (1792–1887) vermählt. Das Paar hatte fünf Söhne, mit Nachkommenschaft bis heute. Ihr ältester Sohn Hermann (1815–1890) wurde Reichsgerichtsrat, der älteste Enkel George wiederum Schriftsteller, Dr. phil und Major a. D. Der zweite Sohn Hugo (1822–1911) wurde Landrat, der dritte Sohn Georg (1823–1879) schlug eine militärische Karriere ein und erreichte den Dienstgrad Generalmajor.